# Andriy Bratashchuk
Andrii Bratashchuk (né le 8 avril 1992 à Rivne) est un coureur cycliste ukrainien.

## Palmarès
- 2013
  - 2e de Pologne-Ukraine
- 2014
  - 2e étape de Pologne-Ukraine
  - 2e de Pologne-Ukraine
- 2016
  - 2e du Tour of Malopolska
- 2017
  - 2e du championnat d'Ukraine sur route
  - 2e de la Minsk Cup
- 2018
  - 3e étape du Tour de Hongrie
  - 2e du championnat d'Ukraine sur route
  - 3e du Tour de Szeklerland

## Classements mondiaux
| Année           | 2016 | 2017 |
| --------------- | ---- | ---- |
| UCI Europe Tour | 518e | 405e |
| UCI Asia Tour   |      | 250e |